# Sky Office Tower
Sky Office Tower poslovni je neboder u Zagrebu. Nalazi se ne zapadnom ulazu u grad, nedaleko križanja Zagrebačke ceste i Zagrebačke avenije, u gradskom naselju Rudeš.

## Gradnja
Radovi su započeli dana 21. kolovoza 2007., a završeni su 2012. godine. Troškovi izgradnje iznosili su 76 milijuna eura.

## Tehničke karakteristike
Iako je prvotno trebao imati 29 katova i 108 metara visine, objekt je zbog nepovoljne gospodarske situacije izgrađen kao dvostruki toranj od 22 kata, koji su međusobno povezani između 2. i 15. kata. Visina zgrade iznosi 81 metar. Ukupna korisna površina objekta iznosi 71.897 četvornih metara. Osigurano je čak 706 parkirnih mjesta, od čega 659 u podzemnim garažama koje se prostiru na nekoliko podzemnih etaža, te 47 vanjskih.
Osim navedenog, važno je napomenuti kako je ovaj objekt prvi ove vrste u Hrvatskoj, koji se konceptom površinskog grijanja i hlađenja, ventilacije i kontrole vlažnosti svrstava uz bok objekt u Europi i svijetu koji su izgrađeni u skladu s najstrožijim toplinskim normama te pružaju korisnicima najveću toplinsku udobnost, štede energiju i čuvaju okoliš.